# Orphanage
Orphanage foi uma banda de melodic death/gothic metal formada em 1993 na Holanda.

## História
Em 1993 Orphanage foi formado por Lex Vogelaar (guitarra e vocais), Guus Eikens (teclados e vocais) e Stephen van Haestregt (bateria). Depois de gravarem a primeira demo, Morph, recrutaram o baixista Eric Hoogendoorn e a vocalista Martine van Loon. No ano seguinte é lançada outra demo Druid. Em abril o vocalista George Oosthoek junta-se à banda, enquanto Stephen van Haestregt desiste. A banda assina contrato com a editora DSFA Records. 
No início de 1995 a banda acaba de gravar o seu primeiro álbum e pouco depois o baterista Erwin Polderman junta-se à formação. Em Maio Rosan van der Aa substitui Martine van Loon e a banda parte em tour com a banda My Dying Bride. 
No final de 1996 Orphanage lança o seu segundo álbum By Time Alone. O ano seguinte é de muito trabalho para a banda: lançam o mini-álbum At The Mountains Of Madness, que contém remixes e músicas ao vivo. Em Maio a banda toca no palco principal do Dynamo Open Air festival. De seguida a banda sai em digressão com as bandas Sodom, Grip Inc. e Kreator, onde participa em vários festivais: Best On The Rocks, Graspop e Lowlands. Em Novembro a banda saem em tour com Within Temptation e Totenmond. Entretanto o baixista Eric Hoogendoorn e o baterista Erwin Polderman juntam-se à banda Silicon Head. 
No início de 1999 a banda começa a gravar um novo álbum, mas devido aos sucessivos concertos, só em Setembro a banda volta a entrar em estúdio. No ano seguinte a formação altera-se: Sureel substitui Erwin Polderman e em Agosto a banda apresenta Inside. Apenas 10 semanas depois deste lançamento Hoogendoorn e Vogelaar deixam a banda. Guus Eikens encarrega-se da guitarra, Remko van der Spek torna-se baixista e Lasse Dellbrügge teclista. Depois de passar um ano em mini-tours, a banda faz uma pequena pausa para se concentrar no próximo álbum.
Em Abril de 2004 é lançado o último álbum da banda Driven. Este álbum combina gothic metal com death metal e melodias. Lasse abandona a banda e Guus Eikens volta ao teclado. Em 2005 juntam-se à banda os guitarristas Theo Holheimer e Marcel Verdurmen. Em Outubro, depois de 11 anos, a banda decide separar-se devido a divergências musicais.

## Membros
- George Oosthoek — vocais
- Guus Eikens — guitarra, teclados e vocais
- Marcel Verdurmen — guitarra
- Theo Holsheimer — guitarra
- Remko van der Spek — baixo
- Rosan Van Der Aa — vocais
- Sureel — bateria
- Eric Hoogendoorn — baixo
- Erwin Polderman — bateria
- Lasse Dellbrügge — teclados
- Lex Vogelaar — guitarra e vocais
- Martine van Loon — vocais
- Stephen van Haestregt — bateria

## Discografia
- 1993 — Morph (fita demo)
- 1994 — Druid (fita demo)
- 1995 — Oblivion
- 1996 — By Time Alone
- 1997 — At the mountains of Madness (EP)
- 2000 — Inside
- 2003 — The Sign Tour EP (EP)
- 2004 — Driven